# Château de Moudon
Le château de Moudon est un château situé dans la ville vaudoise de Moudon, en Suisse. Il se signale par son imposante tour romane appelée également, mais par erreur, « Tour de Broye » ou « Tour de la Reine Berthe ».

## Histoire
Une poutre de chêne remontant au premier millénaire atteste sans doute une première occupation militaire du site stratégique situé entre la Broye et la Mérine. Cette pièce de bois placée au milieu du fossé occidental servait de point d’appui au pont donnant accès à un château primitif. La grande tour romane, seul élément partiellement conservé de la forteresse, a des origines mal documentées, car la mention de la fondation du (la) castrum par le comte de Genève, vers 1127-1132, concerne assurément l’ensemble du noyau primitif de la ville haute de Moudon.
Le renforcement du site par les Zähringen, vers 1190, auxquels la tradition attribue la construction de la tour, n’est pas attesté par les documents. En revanche, la « tour du château » est mentionnée pour la première fois en 1233 et des édifices annexes à cette fortification apparaissent en 1341. Un tremblement de terre en 1356 endommage les toitures des chambres environnant la tour. Trois ans plus tard, le Pays de Vaud revient sous la domination directe de la Savoie. Dès 1359, donc, les baillis savoyards font exécuter de nombreux travaux d’entretien et de transformation durant les XIVe siècle et XVe siècle.
Le château, qui défendait l’entrée orientale de la Ville haute primitive, se situe à peu près à mi-hauteur d’un éperon molassique entre la Broye et la Mérine sur lequel avait été construite la Ville haute. Le site n’ayant jamais été fouillé, on ignore donc la configuration exacte du sol avoisinant cette tour romane. Celle-ci devait à l’origine s’élever sur une hauteur de 25 m environ. Elle est bâtie sur un plan allongé d’environ 24 x 16 m, avec une épaisseur constante des murs d’environ 3,40 m. Les murs sont aujourd'hui conservés sur une hauteur de 10 à 13 m par rapport à la terrasse ouest et ne présentent aucune ouverture d’origine. Le parement extérieur est constitué d’un gros appareil de tuf scié dont de nombreux quartiers comportent de grandes marques de tâcherons.
Les murs formant l’enceinte extérieure du château ont en grande partie conservé leur tracé d’origine, malgré une grande campagne de reconstruction entre 1417 et 1436.
Après la conquête du Pays de Vaud par les Bernois en 1536, le siège baillival est déplacé au château de Lucens. Si la tour de Moudon semble encore en partie habitable en 1581, elle sert par la suite de prison, un espace y étant réservé à la torture. Vers 1635, cependant, la tour menace de s’effondrer du côté de la ville. Dix ans plus tard, on décide de la démolir à peu près à la moitié de sa hauteur. La ruine, restée découverte depuis lors, est encore gravement lézardée par un tremblement de terre en 1817, et l’on entreprend en 1884 sa démolition. Cette destruction est heureusement stoppée grâce à l’intervention de l’archéologue Albert Naef.
Dès le XVIIIe siècle, cette ruine pittoresque frappe l’imagination des historiens. En 1781 apparaît pour la première fois la dénomination de « tour romaine », tandis que d’autres attribuent la tour à Jules César, à la reine Berthe ou à Pépin le Bref. Une hypothèse de construction par les Zähringen est évoquée en 1666 déjà par Jean-Baptiste Plantin, puis reprise en 1714 par Abraham Ruchat. Cette soi-disant origine zaehringienne est diffusée par ensuite par les études de Frédéric de Gingins et par les dictionnaires historiques de Martignier, puis de Mottaz, ces derniers attribuant en outre par erreur la dénomination de « tour de Broye » à cet élément fortifié. Il y a là confusion avec la véritable tour de ce nom à Sugiez.
La tour, classée monument historique en 1900 et qui a obtenu la note 1 (d’importance nationale) au recensement architectural du canton de Vaud, est également inscrite comme bien culturel suisse d'importance nationale, alors que le château lui-même est inscrit comme bien culturel d'importance régionale.